# Rozšíření Google Chrome
Rozšíření pro Google Chrome jsou rozšíření prohlížeče, které upravují prohlížeč Google Chrome. Tato rozšíření jsou psána pomocí webových technologií jako jsou HTML, JavaScript a CSS. Google Chrome Rozšíření jsou ke stažení pomocí Chrome Web Store (dříve přes Google Chrome Extensions Gallery). Od února 2010 již bylo v Google Chrome Webstore více než 2200 rozšíření, která byla zveřejněna vývojáři. Všichni uživatelé s Účtem Google mají možnost si přidat rozšíření.

## Rozšíření na uvolnění operační paměti
Některá z rozšíření pomáhají optimalizovat i samotnou práci prohlížeče Chrome. Ten je kritizovaný za velikou náročnost na operační paměť RAM. Stránky si totiž načítá dopředu, jejich obsah aktualizuje a každý otevřený panel je zároveň novým panelem ve Správci úloh.
Tuto náročnost mohou částečně snížit vhodné doplňky a rozšíření na správu karet a uvolnění operační paměti. Mezi populární patří například rozšíření One Tab, The Great Suspender či Quick Tabs.